# Jicchak Tabenkin
Jicchak Tabenkin (hebrejsky: יצחק טבנקין, ‎8. ledna 1888 – 6. června 1971) byl sionistický aktivista, izraelský politik a poslanec Knesetu za strany Mapam a Achdut ha-avoda.

## Biografie
Narodil se ve městě Babrujsk v tehdejší Ruské říši (dnes Bělorusko). Absolvoval židovskou základní škole a pak všeobecné vzdělání ve Varšavě, Vídni a Bernu. V roce 1912 přesídlil do dnešního Izraele. V roce 1920 byl jedním z židovských obránců vesnice Tel Chaj. V roce 1921 se přidal k pracovním jednotkám Gdud ha-avoda a patřil mezi zakladatele kibucu Ejn Charod.

## Politická dráha
Byl aktivní při zakládání sionistického hnutí Po'alej Cijon v Polsku. V roce 1919 spoluzakládal stranu Achdut ha-avoda a účastnil se zakládající konference odborového svazu Histadrut. Zakládal hnutí ha-Kibuc ha-me'uchad a byl jeho duchovním vůdcem. Roku 1930 patřil mezi zakladatele levicové strany Mapaj a spolu s Davidem Ben Gurionem a Berlem Kacnelsonem byl jejím hlavním představitelem. V roce 1944 vedl frakci Bet, jež se oddělila od Mapaj a utvořila znovu samostatnou stranu Achdut ha-avoda, později v roce 1948 zakládal levicovou formaci Mapam.
V izraelském parlamentu zasedl poprvé už po volbách v roce 1949, kdy kandidoval za Mapam. Na mandát rezignoval předčasně, v dubnu 1951. V roce 1954 z Mapam odešel spolu s celou skupinou Achdut ha-avoda a to kvůli názorovým rozdílům na politiku Sovětského svazu. Znovu se v Knesetu objevil až po volbách v roce 1955, kdy kandidoval za Achdut ha-avoda. Znovu předčasně rezignoval, v červnu 1958. Jeho poslanecké křeslo pak zaujal Moše Karmel. Až do roku 1968, kdy vznikla Izraelská strana práce, byl předsedou strany Achdut ha-avoda. Po šestidenní válce se zapojil do Hnutí za Velký Izrael.